# Solo (пісня)
«Solo» — пісня української співачки Джамали, написана американським композитором Браяном Тоддом у співавторстві з Адісом Еміничем та Ванессою Кампаньєю. Робота над записом тривала дистанційно: інструментальний супровід записували в Лос-Анджелесі, вокал — у Києві. Прем'єра відбулася 1 лютого 2019 року в цифровому форматі. У країнах Східної Європи, Кавказу, Середньої Азії, Греції та Ізраїлі реліз пісні здійснив український лейбл «Enjoy!», в інших країнах світу — американський лейбл «2220» спільно з «Universal». Вперше пісня виконана 23 лютого 2019 року у фіналі Національного відбору на пісенний конкурс «Євробачення-2019».

## Музичне відео
Над музичним відео на пісню «Solo» Джамала співпрацювала з режисеркою Анною Бурячковою та операторкою Світланою Апаріною. Протягом всього відео співачка перебуває в прозорому кубі в трьох різних образах. Куб символізує кришталевий замок, який людина будує, щоб сховатися від зовнішнього світу, а візуальні образи — внутрішні пошуки героїні. За словами співачки в середині куба була висока температура та брак свіжого повітря, тому знімання для неї виявилися складними.
Відео зняли в садибі графині Уварової в Києві. Прем'єра відбулася 22 травня 2019 року на онлайн-відеоплатформі «YouTube».
- Анна Бурячкова — режисерка
- Світлана Апаріна — операторка
- Олена Агеєва — продюсерка
- Юрій Жуйков — стиліст

## Solo (remixes)
Solo (remixes) — реміксовий альбом української співачки Джамали, випущений 15 лютого 2019 року в цифровому форматі лейблами «Enjoy!» і «2220». Він містить ремікси на пісню «Solo», створені та укладені реміксерською командою з «Matt Waterhouse represents».

### Список пісень
| #     | Назва                              | Тривалість |
| ----- | ---------------------------------- | ---------- |
| 1.    | «Solo» (Slim Tim Extended Mix)     | 4:44       |
| 2.    | «Solo» (Slim Tim Remix)            | 3:49       |
| 3.    | «Solo» (Steve Mac Remix)           | 6:33       |
| 4.    | «Solo» (These Machines Club Mix)   | 6:25       |
| 5.    | «Solo» (Damon Hess Dub)            | 7:21       |
| 6.    | «Solo» (Damon Hess Extended Remix) | 7:21       |
| 7.    | «Solo» (Damon Hess Remix)          | 4:13       |
| 40:26 |                                    |            |

## Чарти
Наприкінці березня 2019 року ремікси Стіва Мака і These Machines на пісню «Solo» потрапили до британських чартів. За два тижні перебування в хітпараді «Commercial Pop» і «Upfront Club» вони досягли восьмої й сьомої позиції відповідно. А в кінці квітня до українського чарту потрапила оригінальна композиція. Пробувши в хітпараді «Top Hit Weekly» два тижні вона досягла щонайбільше 89 позиції.
| Чарт (2019)               | Найвища позиція |
| ------------------------- | --------------- |
| Британія (Commercial Pop) | 8               |
| Британія (Upfront Club)   | 7               |
| Україна (Top Hit Weekly)  | 89              |

## Історія релізу
| Назва            | Дата           | Формат              | Лейбл         |
| ---------------- | -------------- | ------------------- | ------------- |
| «Solo»           | 1 лютого 2019  | Цифрова дистрибуція | 2220 • Enjoy! |
| «Solo» (remixes) | 15 лютого 2019 | Цифрова дистрибуція | 2220 • Enjoy! |